# All I Need is You
All I Need is You är en låt skriven av Andreas Carlsson och framfördes den 5 november 2010 av samtliga deltagare som deltagit i fredagsfinalerna i Idol 2010. Låten finns också inspelad i en studioversion som finns att köpa på nätet och i albumet Det bästa från Idol 2010. Alla intäkter från låten tillfaller Unicef. Låten har legat etta på DigiListan.